# Fjerritslev Station
Fjerritslev Station er en nedlagt dansk jernbanestation i Fjerritslev. Stationen var endestation på Fjerritslev-Frederikshavn Jernbane (FFJ) Stationen var desuden endestation på Thisted-Fjerritslev Jernbane (TFJ). Stationsbygningen i gule mursten og med skifertag var fra 1897 og var måske tegnet af statsbanernes arkitekt Thomas Arboe eller inspireret af hans stil. Stationsbygningen, blev i 1915-17 ombygget og udvidet, ligesom sporanlæg m.m. blev udvidet. Den blev nedlagt 1. april 1969 og nedrevet i 1976, men det gamle posthus fra 1913 (Jernbanegade 7) findes endnu.
Stationsbygningen var ejet af Thisted- og Aalborg-banen i fællesskab. Anlægget havde varehuse og remiser med drejeskiver og vandkraner for såvel FFJ som TFJ. Der var to perronspor, et overhalingsspor og adskillige læsse- og opstillingsspor. Der var 19 sporskifter. Krydsningssporet havde en længde på 450 meter.